# Ламьель
«Ламьель» — неоконченный роман Стендаля, над которым он работал с 1839 года. Впервые издан в 1889 году, скорректированный (более полный) вариант издан в 1928 году. В 1967 году по роману снят одноимённый фильм.

## История создания
Стендаль набросал план нового романа 9 мая 1839 года в Страсбурге. 16 мая в Париже он уже характеризовал действующих лиц, включая последнего любовника Ламьель. С 1 октября по 3 декабря в Чивита-Веккье была написана почти вся известная нам часть романа. Затем 6 января 1840 года Стендаль стал диктовать писцу весь роман сначала. Эта диктовка продолжалась до мая 1840 года, но всё, что было сделано после середины января, исчезло бесследно. В 1841 и 1842 годах Стендаль иногда раскрывал свою рукопись, кое-что добавлял и исправлял. Последние записи были сделаны 13 марта 1842 года.

## Сюжет
Действие романа начинается в деревне Карвиль, на севере Франции. После краткого описания деревни и основных персонажей начинается описание образа жизни Отмаров и характера Ламьель: она жила изолировано от ровесников, не могла даже гулять по деревне. Поэтому очень скучала, пока не увлеклась чтением запрещённых для неё приключенческих книг. Но попытка о них поговорить с Отмарами закончилась скандалом. Потом она услышала, что Отмаров в деревне считают глупыми, что заставило её скептически относиться ко всем их увещеваниям. В 1829 году герцогине де Миоссан понадобилось скрыть морщины на лице и для этого подошли очки. Чтобы «дать отдых глазам», ей понадобилась [dic.academic.ru/dic.nsf/ushakov/849178 лектриса]. Ламьель взяли на эту должность, но она и в замке оказалась в изоляции. Герцогиня занялась её образованием, но постоянное пребывание в замке привело к болезни Ламьель меньше, чем за год. Были вызваны врачи, в числе которых был Санфен. Санфен захотел отомстить герцогине за то, что его приглашают в замок всего один раз в год, поэтому выписал лекарства, усиливающие болезнь Ламьель, и сказал, что спасёт Ламьель только возвращение в дом Отмаров. Переезд состоялся. В курс лечения входило чтение газеты о судебных заседаниях и преступлениях, которая волновала Ламьель и её бледность стала исчезать. Санфен с радостью объявил себя спасителем, а герцогиню стал винить в том, что она и приглашённые ею врачи чуть не довели Ламьель до гибели. Герцогиня переехала в деревню, заняв дом рядом с домом Отмаров, чтобы быть ближе к Ламьель. Санфен решил сблизиться с обеими женщинами. Герцогиня с ним постоянно советовалась по бытовым вопросам, а Ламьель он предложил приобрести под его руководством «здравый смысл», заключающийся в недоверии ко всем людям, кроме его самого, и в том, чтобы отдаваться свободно своим влечениям, не обращая внимания на запреты. Для обучения требовалось время и он заставил её согласиться имитировать болезнь. Герцогиня де Миоссан решила построить башню высотой в пять этажей рядом с домом Отмаров. По случаю окончания строительства был дан бал, после которого г-жа де Миоссан познакомила Ламьель с аббатом Клеманом. Аббат влюбился в Ламьель. Ламьель вернулась в замок, чем привела в отчаяние Санфена. В замке аббат стал обучать Ламьель английскому языку, истории, литературе, житейским правилам. В один из дней Ламьель спросила аббата о любви, чем смутила его и он перестал её посещать. Тогда Ламьель решила узнать, что такое любовь у молодого человека из деревни. В это время ожидалось восстание в Париже, поэтому герцогиня вызвала сына Фэдора в Карвиль. В замок явился Отмар и потребовал, чтобы Ламьель вернулась в деревню, так как ей неприлично быть в одном доме с молодым человеком, сынок герцогини. Герцогиня решила, что грубое поведение Отмара связано с началом революции. Она переехала в башню в деревне вместе с Ламьель. На следующее утро к башне приехал её сын Фэдор. Фэдор заговорил с Ламьель и подошедшим Санфеном. Герцогиня решила на время беспорядков уехать в Гавр вместе с сыном и Санфеном, затем с сыном в Портсмут. Санфен из Гавра поехал в Париж, где добился должности, но не захотев ходить в мундире, сказался больным и вернулся в Карвиль. Перед отъездом герцогиня приготовила тюки с платьями в подарок Ламьель, которые вызвали зависть в замке и доме Отмаров. Ламьель снова стали чрезмерно опекать. Она хотела поговорить с аббатом Клеманом, но он отказался с ней говорить. Она сходила в замок и забрала книги герцогини. Книги она положила в башне: днём читала в лесу, ночью в башне. Ламьель решила узнать о любви на опыте. После отношений с Жаном Бервилем она встретила вернувшегося Фэдора де Миоссана. С обоими она вела себя как госпожа, ей нравилось ими управлять. Ей хотелось мучить Фэдора и поэтому она попросила его отослать его камердинера, без которого он стал бы ещё более беспомощным. Во время одного из свиданий их заметил Отмар, что привело к очередным нравоучениям. Через несколько дней Ламьель решила убежать из Карвиля вместе с Фэдором. Фэдор достал паспорт, а Ламьель написала прощальное письмо Отмарам. Ламьель уехала первой, а Фэдор должен был уехать через несколько дней, чтобы не вызвать подозрений. Пересев из одного дилижанса в другой, она оказалась в компании коммивояжёров, от которых ей пришлось защищаться ножницами. В гостинице она встретила ещё больше коммивояжёров, аптекаря и хозяйку гостиницы. Аптекарь предложил ей способ избавиться от внимания коммивояжёров имитацией кожной болезни с помощью растёртого листа падуба. Герцог наконец приехал в гостиницу и на следующий день они уехали в Руан. Потом они поехали в Гавр, где встретили г-жу де Миоссан и из-за этого вернулись снова в Руан. Герцог ей надоедал своей страстью и она отослала его на 4 дня, после возвращения она решила от него избавиться. Она уехала в Париж, оставив герцогу записку и отправив его вещи в Шербур. Ламьель устроилась в номере очень дорогой гостинице и наладила отношения с хозяйкой г-жой Легран. Г-жа Легран предложила посещать её будуар. Ламьель придумала себе новую биографию, из которой следовало, что она убежала от вдовца, который мог помочь её отцу в политике при условии свадьбы. Ламьель наняла учителя танцев и стала усердно читать. В один из вечеров в гостиницу с большим шумом вернулся граф д’Обинье. Ламьель по просьбе г-жи Легран приказала графу подняться в свой номер. Граф решил сделать ей приманкой для молодёжи из высшего общества, которые бы стали дарить ей подарки. Но в это время пришло время конных скачек. Граф уезжает на скачки, проигрывает все деньги, и решает уехать в Версаль. Г-же Легран он посылает письмо, а перед этим говорит Ламьель, что застрелится. В Версале он через маркизу де Сассенаж смог повлиять на свою сестру, которая выслала ему денег. Он вернулся в Париж и снова занялся Ламьель. Он дал ей паспорт на другое имя — г-жа де Сен-Серв. Потом он перевёз её из отеля в съёмную квартиру. Затем наступило лето и они стали ездить по пикникам в предместьях Парижа. Ламьель привыкла к роскошной жизни, хотя и не вполне уютно чувствовала себя в высшем обществе. Отточенная любезная манера речи графа стала раздражать Ламьель и она решила вызвать его раздражение, но с первой попытки это не вышло. В Париже она случайно встретила аббата Клемана, который ей рассказал о событиях в Карвиле после её отъезда. Ламьель делает вторую попытку вывести из себя графа д’Обинье. Попытка оказалось удачной — граф исчез, когда ему напомнили про незнатность его деда.

## Неопубликованный конец романа
«….все эти люди, проходящие мимо неё и бесполезно вторгающиеся в её жизнь, кажутся Ламьель всё тем же убожеством во многих лицах, а жизнь — повторением одних и тех же скучных жестов и нелепых пустяков. Где в современном мире найти настоящего человека? Она находит его в беглом каторжнике и убийце, который покоряет её сердце энергией, деловитостью и искренностью. Спасая его, Ламьель поджигает здание суда и погибает в огне».
В фильме «Ламьель» (1967) она выходит замуж за старого маркиза д’Оприез и после его смерти получает титул маркизы. Затем выходит замуж за графа д’Обинье, после этого изменяет ему. Потом снова «заболевает скукой». Однажды в дом врывается бандит Валбер. Она позволяет ему забрать все дорогие вещи. Затем она продолжает с ним встречаться, посещает с ним Оперу. Её убивает ревнивый муж, но она счастлива, так как помогла Валберу убежать от полиции. Сценарий фильма был написан режиссёром Жаном Орелем (фр.) и Жаком Лораном, на основе книги последнего «La Fin de Lamiel» (Конец Ламиель) (1966).